# Adelius magna
Adelius magna är en stekelart som först beskrevs av Vladimir Ivanovich Tobias 1967.  Adelius magna ingår i släktet Adelius och familjen bracksteklar. Inga underarter finns listade i Catalogue of Life.